# Die drei Äpfel

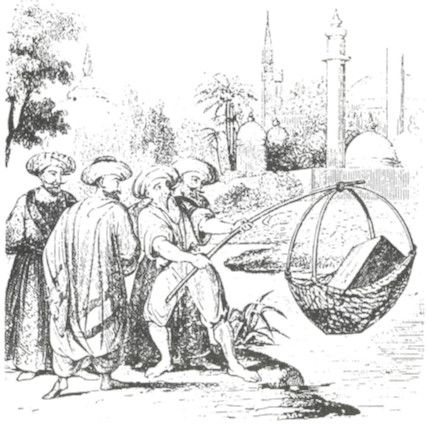
Illustration

Die drei Äpfel ist ein Schwank aus Tausendundeine Nacht. Er steht in Claudia Otts Übersetzung als Die drei Äpfel (Nacht 69–72), bei Gustav Weil als Geschichte der drei Äpfel.

## Inhalt

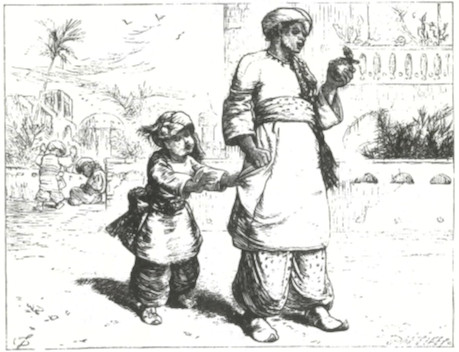
Illustration

Der Kalif erkundet die Stadt und begegnet einem Fischer, der sterben will vor Armut. Der Kalif schenkt ihm hundert Dinar für seinen nächsten Fang. Es ist eine Kiste mit einer verpackten, zerhackten Mädchenleiche. Der Kalif tobt. Der Wesir soll den Mörder finden oder selbst hängen. Er erbittet drei Tage Frist, aber weiß keinen Rat. Als es so weit ist, melden sich plötzlich ein junger und ein alter Mann, die es jeder allein gewesen sein wollen.
Der junge Mann berichtet, wie er einen halben Monat reiste, um seiner kranken Frau Äpfel zu holen, die sie erst wollte und dann liegen ließ. Er sah einen Sklaven mit einem der Äpfel, der ihn von seiner Geliebten haben wollte. Vor Wut erstach er seine Frau. Dann erzählte ihm sein Sohn, dass er ihn genommen und der Sklave ihn ihm weggenommen hatte. Nun bereut er. Der alte Mann ist sein Onkel, der dazu kam.
Nun will der Kalif den Sklaven. Der Wesir verzagt, wartet wieder drei Tage. Er soll sterben, verabschiedet er sich von der Familie, zuletzt von seiner jüngsten Tochter. Sie hat den Apfel, sein eigener Sklave hat ihn ihr verkauft. Der Kalif lacht. Er begnadigt den Sklaven und belohnt den Jüngling.

## Einordnung

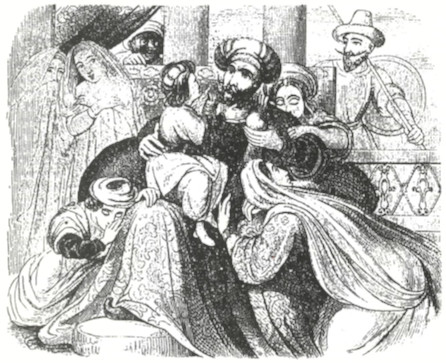
Illustration

Der Fischer fischt in Bagdad im Tigris. Der Kalif und sein Wesir sind aus den vorangehenden Geschichten ab Der Träger und die drei Damen, sonst besteht aber kein Zusammenhang mehr. Der Wesir erzählt Die beiden Wesire Nuraddin von Ägypten und Badraddin von Basra. Ein weiteres Verwirrspiel um einen Toten ist Der Bucklige, der Freund des Kaisers von China, noch ein Kriminalfall Die Geschichte des jüdischen Arztes: Der junge Mann aus Mosul und die ermordete Dame.
Der englischen Wikipedia zufolge wird der Text als Vorläufer moderner Detektivgeschichten gesehen, nur dass der Wesir gar keinen Versuch unternimmt, zu ermitteln.
Kristine Tornquist schrieb Der Apfel aus Basra als Oper. Sie erzählt aus Sicht der Kinder und des Sklaven, der zuletzt geköpft wird.